# Protapanteles belliger
Protapanteles belliger är en stekelart som först beskrevs av Wilkinson 1929.  Protapanteles belliger ingår i släktet Protapanteles och familjen bracksteklar. Inga underarter finns listade i Catalogue of Life.